# Ictonyx

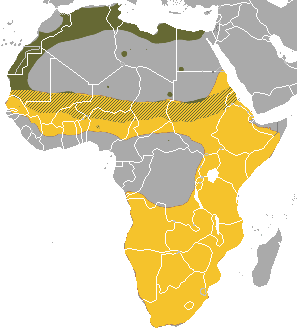
Areale delle due specie di Ictonyx: zorilla della Libia (verde scuro) e zorilla comune (giallo).

Ictonyx Kaup, 1835 è un genere di carnivori che vivono in Africa appartenenti alla famiglia dei Mustelidi (Mustelidae), dove vengono ascritti alla sottofamiglia Ictonychinae. Ne esistono due specie:
- Ictonyx striatus (Perry, 1810) - zorilla comune; presente in tutta l'Africa subsahariana ad eccezione delle foreste pluviali dell'Africa occidentale e centrale;
- Ictonyx libycus (Hemprich e Ehrenberg, 1833) - zorilla della Libia; diffusa nelle zone aride ai margini del Sahara.

## Descrizione
Come la maggior parte dei Mustelidi, le specie del genere Ictonyx hanno un corpo allungato con zampe corte. La zorilla comune presenta una lunghezza testa-tronco di 28–38 cm e ha una coda lunga 16,5–28 cm. I maschi pesano da 800 a 1200 g, le femmine sono significativamente più leggere, pesando da 420 a 750 g. La zorilla della Libia ha una lunghezza testa-tronco di 20,7–26 cm, ha una coda lunga 11,4–18 cm e pesa 200-600 g; i maschi sono un po' più grandi delle femmine. Entrambe le specie si distinguono per la loro colorazione fortemente contrastante con strisce bianche su sfondo nero. Il muso di entrambe le specie è corto. La dentatura è composta da 34 denti e presenta la seguente formula dentaria: {\displaystyle {\frac {3.1.3.1}{3.1.3.1}}}.

## Biologia
Le specie di Ictonyx sono solitarie e notturne. Si nutrono di roditori, uccelli, piccoli rettili, uova di uccelli e rettili e insetti. Le femmine partoriscono da uno a tre piccoli dopo un periodo di gestazione di 36 o 37 giorni.